# St. Thomas Morus (Bochum)

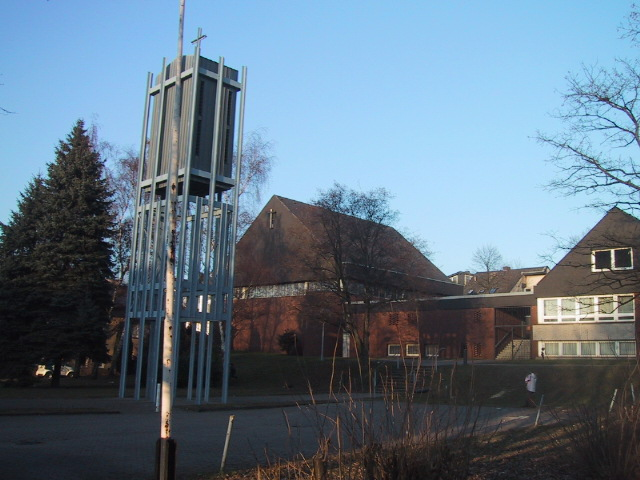
St. Thomas Morus

Die Kirche St. Thomas Morus war ein römisch-katholisches Kirchengebäude im Bochumer Stadtteil Langendreer. Sie wurde von 1977 bis 1978 nach Entwürfen der Gelsenkirchener Architekten Paul und Gerd Günther gebaut. Ein Baukomplex ohne Turm fasste den Kirchensaal, Sakristei und Gemeindehaus zusammen. Die Teile umschlossen ein Atrium. Die Buntglasfenster stammten von Johannes Beeck aus Nettetal. Vor der Kirche stand ein Glockenturm aus Stahlträgern.
Weihbischof Wolfgang Große weihte am 18. Juni 1978 die Kirche. Sie war nach Thomas Morus benannt worden, der im Alter von 58 Jahren hingerichtet wurde. Er gilt heute auch als der Schutzpatron der Politiker.
Bischof Felix Genn teilte im Bischofswort vom 14./15. Januar 2006 mit:
„Der Zusammenschluss der Gemeinden St. Thomas-Morus und St. Bonifatius liegt schon mehr als 10 Jahre zurück. Seitdem wird diese Kirche als Filialkirche der Bonifatiusgemeinde genutzt, was mit Blick auf ihre Lage im Wohngebiet Wilhelmshöhe auch wünschenswert war. Zukünftig wird dies aus den genannten Gründen – Personal und Finanzen –, aber auch wegen der recht kleinen Zahl an Gottesdienstteilnehmern, leider nicht mehr möglich sein.“
Die St.-Thomas-Morus-Kirche wurde am 12. März 2006 durch Weihbischof Franz Grave profaniert und geschlossen. Nach der letzten Messe wurden die Kerzen gelöscht und die Leuchter umgelegt. Sie wurde im Sommer 2007 abgerissen.